# Global Teacher Prize
Global Teacher Prize — щорічна премія кращому вчителю світу. Заснована в 2014 році, вручається з 2015 року. Неофіційна назва — «Нобелівська премія для вчителів».

## Засновники
Засновником премії є фундатор арабської освітньої корпорації GEMS мільярдер Санні Варкі. Розмір премії — мільйон доларів.
Кошти для премії надає освітній фонд Varkey GEMS Foundation (VGF) з Дубая. Перше висування кандидатів розпочалося у березні 2014 року в рамках форуму з питань глобальної освіти і кваліфікації Global Education and Skills Forum у Дубаї. Процес голосування і підрахунку голосів контролює аудиторська компанія PricewaterhouseCoopers. Віце-президент і прем'єр-міністр ОАЕ, правитель Дубая шейх Мохаммед бін Рашид аль-Мактум патронує премію.
Нагорода вручається за видатний внесок у професію вчителя. Вона є символом того, що діяльність вчителів є важливою і вони заслуговують на визнання і нагороди. Це одна з найбільших премій у світі за професійні досягнення, а у сфері освіти — перша і єдина премія такого масштабу.
Переможця обирає спеціально створений комітет з видатних вчителів, освітніх експертів, чиновників, журналістів, розробників, учених і підприємців. Премія вручається у березні.

## Переможці

### 2015
Ненсі Етвелл (США) — запропонувала викладати літературу у формі воркшопів із читання та письма. В її восьмому класі за рік учні щорічно прочитують близько сорока книжок (середній показник по країні менше десяти). Автор публікацій про свою методику викладання. Отримала декілька премій, почесний доктор університету Нью-Гемпширу. У 1990 році заснувала Центр навчання та викладання.
Фіналісти:
- Кіран Бір Сетхі (Індія).
- Гі Етьєн (Гаїті).
- Жак Каура,Кенія).
- Фалла Неанг (Камбоджа)
- Стівен Рітц (США).
- Азізолла Ройеш (Афганістан)
- Маденжіт Сінгх (Індонезія)
- Річард Спенсер (Велика Британія).
- Наомі Волейн (США).

### 2016
Ханан аль-Харуб (Палестина) — розробила особливий підхід до викладання, який виклала у своїй книзі «Граємо і вчимося». Її девіз — «Палестинський народ втратив свою країну через своє невігластво і може повернути її за допомогою освіти і навчання».
Фіналісти:
- Мааріт Россі (Фінляндія).
- Агела Асіф (біженка з Афганістану, живе в (Пакистані).
- Аюб Мохамад (Кенія).
- Робін Чорасія (Індія).
- Річард Джонсон (Австралія).
- Майкл Соскіль (США).
- Кадзуо Такахасі (Японія).
- Джо Фазері (США).

### 2017
Організатори конкурсу робили вибір з більш ніж 20000 претендентів із 179 країн. До 50-ти найкращих з 37 країн потрапила вчителька гімназії імені Тараса Шевченка в Кропивницькому Ганна Дудіч.
Переможницею стала Меггі МакДоннелл з Канади.

### 2019
Нагороду отримав учитель природознавства Пітер Табічі з Кенії.

### 2020
Нагороду отримав учитель індійського Рандзіцінх Діссале з Індії.

### 2021
Три українські вчителі стали лавреатами премії. Вони вибороли це звання серед представників 110 країн та увійшли до ТОП-50 найкращих вчителів України. Це: учитель інформатики Олександр Жук, вчителька початкових класів Тетяна Дуцик та викладачка аграрного ліцею Ганна Бут.
Нагороду отримала вчителька англійської мови з США — Кейша Зорпі.

### 2023
Українець Артур Пройдаков увійшов до десятки найкращих учителів світової премії.

## Global Teacher Prize в Україні
Національну премію в Україні засновано в 2017 році ГС «Освіторія» після підписання меморандуму з фондом Varkey GEMS Foundation.

### Переможці
- 2017 — учитель фізики та астрономії Пауль Пшенічка (Чернівецький міський ліцей № 1).
- 2018 — учитель інформатики Олександр Жук (Запорізька школа-інтернат «Джерело», працює з дітьми з порушеннями слуху)[11].
- 2019 — вчителька англійської мови, української мови і літератури Наталія Кідалова[12].
- 2020 — учитель історії та громадянського суспільства Василь Дяків (с. Заліщики Тернопільська область)[13].
- 2021 — учитель української мови та літератури Артур Пройдаков[14].
- 2022 — замість обрання найкращого вчителя року українських освітян нагороджували за хоробрість та незламність під час війни[15].
- 2023 — нагородили українських педагогів, які зробили важливий внесок у захист і розвиток освіти під час війни. Фіналістів відзначили у п'ятьох номінаціях: «Дошкілля» (вихователька закладу дошкільної освіти з Харкова Вікторія Душина), «Незламність» (Лариса Фесенко, директорка та викладач англійської мови у «Лісностінківському ліцеї»), «Вибір серцем» (логопед закладу дошкільної освіти № 103 та реабілітаційного відділення міської лікарні у Миколаєві Катерина Якушевська), «Новатори» (учитель фізики із Запоріжжя Максим Гвоздецький), «Молодий вчитель» (Петро Сітек, викладач громадянської освіти у львівській Школі вільних та небайдужих)[16].
- 2024 — вчителька початкових класів Леся Павлюк (ліцею № 7, Івано-Франківськ)[17].